# Ćandrapur
Ćandrapur (hindi Candrapur, ang. Chandrapur) – miasto w Indiach (stan Maharasztra); w dolinie rzeki Wardha; 336 tys. mieszk. (2005); kopalnia węgla kamiennego, przemysł szklarski, bawełniany, drzewny, filia uniwersytetu w Nagpurze.